# Irlande au Concours Eurovision de la chanson 2009
L’Irlande participe au Concours Eurovision de la chanson 2009 à Birmingham, au Royaume-Uni.
Le pays est représenté par la chanson Et Cetera, interprétée par Sinéad Mulvey et le groupe Black Daisy.

## Sélection
Le radiodiffuseur national irlandais, Raidió Teilifís Éireann (RTÉ), diffuse l'événement en Irlande et organise le processus de sélection. RTÉ confirme son intention de participer au Concours Eurovision de la chanson 2009 le 28 octobre 2008. En 2008, RTÉ avait organisé la finale nationale Eurosong pour choisir à la fois la chanson et l'interprète qui concourent à l'Eurovision pour l'Irlande, avec le public et les jurys régionaux impliqués dans la sélection. Pour le Concours Eurovision de la chanson 2009, RTÉ annonce le 18 décembre 2008 l'organisation d’Eurosong 2009 pour choisir l'artiste et la chanson qui représenteront l'Irlande au concours, à la suite de spéculations selon lesquelles RTÉ était en pourparlers avec l'ancien vainqueur du concours Johnny Logan pour représenter l'Irlande à Moscou en raison à la récession économique du pays qui a rendu impossible l'organisation d'une finale nationale prévue.

### Eurosong
Eurosong 2009 est le format final national développé par RTÉ afin de sélectionner la candidature de l'Irlande au Concours Eurovision de la chanson 2009. Le concours a lieu le 20 février 2009 au Studio 4 de RTÉ à Dublin, animé par Pat Kenny et diffusé sur RTÉ One comme en ligne via le site officiel du diffuseur rte.ie lors d'une édition spéciale de The Late Late Show.
Le 18 décembre 2008, RTÉ ouvre une période de soumission au cours de laquelle les artistes et compositeurs peuvent soumettre leurs candidatures au concours jusqu'au 2 février 2009. Les artistes doivent également inclure leurs suggestions concernant l'interprétation proposée ou les détails de la mise en scène de leurs chansons. À la clôture de la date limite, 300 candidatures furent reçues. Six finalistes sont sélectionnés par un jury de cinq membres nommés par RTÉ : la chanteuse et ancienne gagnante du concours Linda Martin, le directeur d'Universal Music Ireland Mark Crossingham, l'agent et chorégraphe Julian Benson, l'animateur Larry Gogan et le président de l'OGAE Irlande Diarmuid Furlong. Toutes les candidatures furent évaluées sur la base de critères comprenant l'adéquation de la chanson à l'Eurovision ainsi que la qualité, l'expérience et l'attrait scénique de l'artiste. Les finalistes sont annoncés le 13 février 2009, leurs chansons sont présentées le 21 février 2009 lors du Derek Mooney Show sur RTÉ Radio 1.
| Artistes                    | Chanson                | Auteurs-compositeurs                                                           |
| --------------------------- | ---------------------- | ------------------------------------------------------------------------------ |
| Johnny Brady                | Amazing                | Tony Adams Rosa                                                                |
| Kristīna Zaharova           | I Wish I Could Pretend | Lauris Reiniks, Gordon Pogoda (en)                                             |
| Laura-Jayne Hunter          | Out of Control         | Derry O'Donovan                                                                |
| Lee Bradshaw                | So What                | Billy Larkin, Kevin Breathnach                                                 |
| M.N.A.                      | Flying                 | Ronan McCormack                                                                |
| Sinéad Mulvey & Black Daisy | Et Cetera              | Niall Mooney, Jonas Gladnikoff (sv), Daniele Moretti, Christina Schilling (da) |

La finale nationale a lieu le 20 février 2009 et présente aussi des performances des anciens gagnants du concours Paul Harrington et Charlie McGettigan ainsi que les commentaires d'un panel composé du commentateur Marty Whelan, de la chanteuse et ancienne gagnante du concours Linda Martin et de l'animateur de talk-show Jerry Springer. À la suite de la combinaison 50/50 des votes de quatre jurys régionaux et du télévote, Et Cetera interprété par Sinéad Mulvey et Black Daisy est sélectionnée comme gagnante.
| Passage | Artiste                      | Chanson                | Jury | Télévote | Total | Place |
| ------- | ---------------------------- | ---------------------- | ---- | -------- | ----- | ----- |
| 1       | M.N.A.                       | Flying                 | 15   | 8        | 23    | 6     |
| 2       | Laura-Jayne Hunter           | Out of Control         | 9    | 32       | 41    | 3     |
| 3       | Lee Bradshaw                 | So What                | 10   | 16       | 26    | 4     |
| 4       | Johnny Brady                 | Amazing                | 20   | 4        | 24    | 5     |
| 5       | Kristīna Zaharova            | I Wish I Could Pretend | 32   | 24       | 56    | 2     |
| 6       | Sinéad Mulvey et Black Daisy | Et Cetera              | 38   | 40       | 78    | 1     |

| Passage | Chanson                | Cork | Sligo | Limerick | Dublin | Total |
| ------- | ---------------------- | ---- | ----- | -------- | ------ | ----- |
| 1       | Flying                 | 8    | 4     | 1        | 2      | 15    |
| 2       | Out of Control         | 2    | 2     | 4        | 1      | 9     |
| 3       | So What                | 1    | 1     | 2        | 6      | 10    |
| 4       | Amazing                | 4    | 6     | 6        | 4      | 20    |
| 5       | I Wish I Could Pretend | 6    | 8     | 8        | 10     | 32    |
| 6       | Et Cetera              | 10   | 10    | 10       | 8      | 38    |

### Promotion
Sinéad Mulvey et Black Daisy font plusieurs apparitions à travers l'Europe pour promouvoir spécifiquement Et Cetera en tant que représentante irlandaise à l'Eurovision. Le 17 avril, Mulvey et Black Daisy se produisent lors de la UKEurovision Preview Party, à La Scala à Londres, au Royaume-Uni et organisée par Nicki French et Paddy O'Connell. Le 18 avril, Mulvey et Black Daisy se produisent lors du concert promotionnel de l'Eurovision, au Café de Paris à Amsterdam, aux Pays-Bas et animé par Marga Bult et Maggie MacNeal.
Et Cetera sort en single par Sony Music le 1er mai 2009 en Irlande, à la fois en CD single et en téléchargement numérique. Ellefait ses débuts dans les charts irlandais à la 15e place et culmine à la 6e place.

## Eurovision

### Demi-finale
Sinéad Mulvey et Black Daisy participent aux répétitions techniques les 5 et 8 mai, suivies des répétitions générales les 13 et 14 mai. La performance irlandaise met en vedette un groupe composé de Sinéad Mulvey et des membres de Black Daisy vêtus de noir et de rose. Les écrans LED affichent des lettres animées en noir et blanc et les mots Et Cetera avec un éclairage de scène situé directement à l'arrière de la scène accompagné d'effets de type stroboscope. La performance comporte également l'utilisation d'une machine à vent. Mulvey et les membres de Black Daisy sont rejoints sur scène par une choriste, Jenny Newman.
À la fin du vote de la deuxième demi-finale, l'Irlande n'est pas annoncée parmi les 10 meilleures et ne réussit pas à se qualifier pour participer à la finale. Il est révélé plus tard que l'Irlande s'est classée onzième en demi-finale, recevant un total de 52 points.

## Votes

### Points attribués à l'Irlande (deuxième demi-finale)
| 12 points  | 10 points           | 8 points                      | 7 points              | 6 points           |
| ---------- | ------------------- | ----------------------------- | --------------------- | ------------------ |
|            | - Danemark          |                               | - Albanie - Lituanie  |                    |
| 5 points   | 4 points            | 3 points                      | 2 points              | 1 point            |
| - Lettonie | - Estonie - Norvège | - Pays-Bas - Pologne - Serbie | - Moldavie - Slovénie | - Croatie - France |

### Points attribués par l'Irlande (deuxième demi-finale)
| 12 points | Lituanie    |
| 10 points | Pologne     |
| 8 points  | Norvège     |
| 7 points  | Danemark    |
| 6 points  | Azerbaïdjan |
| 5 points  | Moldavie    |
| 4 points  | Estonie     |
| 3 points  | Ukraine     |
| 2 points  | Chypre      |
| 1 point   | Slovaquie   |

### Points attribués par l'Irlande (finale)
| 12 points | Islande     |
| 10 points | Royaume-Uni |
| 8 points  | Norvège     |
| 7 points  | Lituanie    |
| 6 points  | Estonie     |
| 5 points  | Malte       |
| 4 points  | Danemark    |
| 3 points  | France      |
| 2 points  | Roumanie    |
| 1 point   | Allemagne   |